# 홍순형
홍순형(洪淳馨, 1858년~?)은 조선 후기의 문신으로, 자는 여문(汝聞), 본관은 남양이다. 헌종비 효정왕후의 조카이다.
홍순형은 1858년 서울에서 홍석종(洪奭種)의 아들로 태어났다. 1874년(고종 11) 증광별시문과에 을과로 급제, 이듬해 대교에 임명되었다. 이어 장령·부응교·집의를 거친 뒤, 1877년에는 승정원동부승지가 되고, 여주목사를 역임하였다. 1882년 개성부유수로 승진하였다가, 1884년 이조참판·홍문관부제학이 되었다.
또한 1884년에 김옥균, 박영효, 서광범, 윤웅렬, 윤치호, 서재필 등이 갑신정변을 일으켜 개화당 정부를 수립하자 공조판서가 되었다. 1887년부터 1907년까지 여러 관직을 역임하였다.
1910년에 한일 병합 조약 이후, 일본 정부에서 남작(男爵) 직위를 주었으나 거절하였다.